# SChTS-15/30
Der SChTS-15/30 (russisch СХТЗ-15/30) ist ein sowjetischer Traktor, der ab 1930 in verschiedenen Traktorenwerken gefertigt wurde. Insgesamt wurden etwa 400.000 Exemplare gebaut. Bei dem Fahrzeug handelt es sich um eine Kopie des US-amerikanischen McCormick-Deering 15-30 von International Harvester.

## Fahrzeuggeschichte

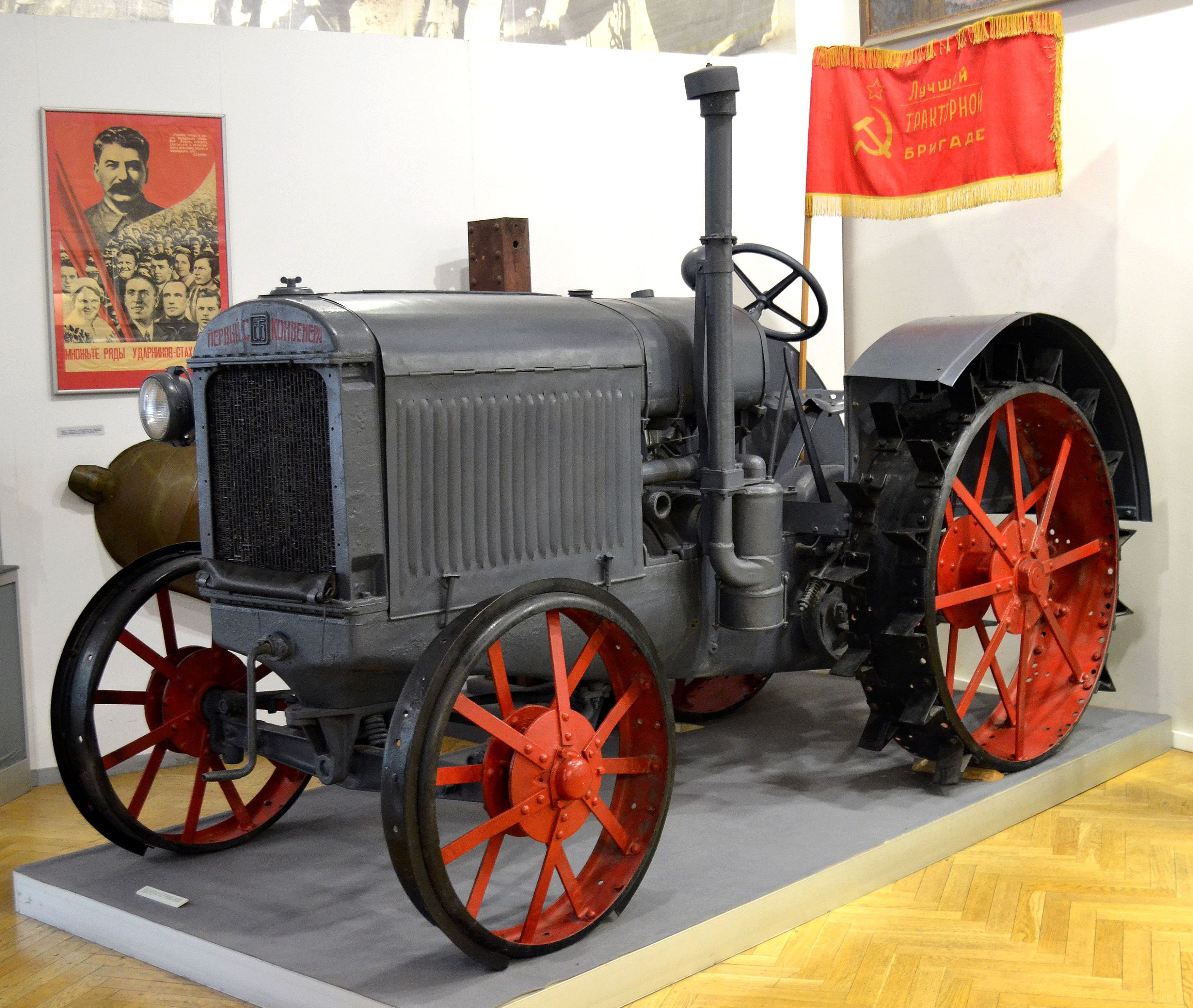
Der erste SChTS-15/30 der 1930 in Stalingrad gebaut wurde, heute in einem Museum (2014)

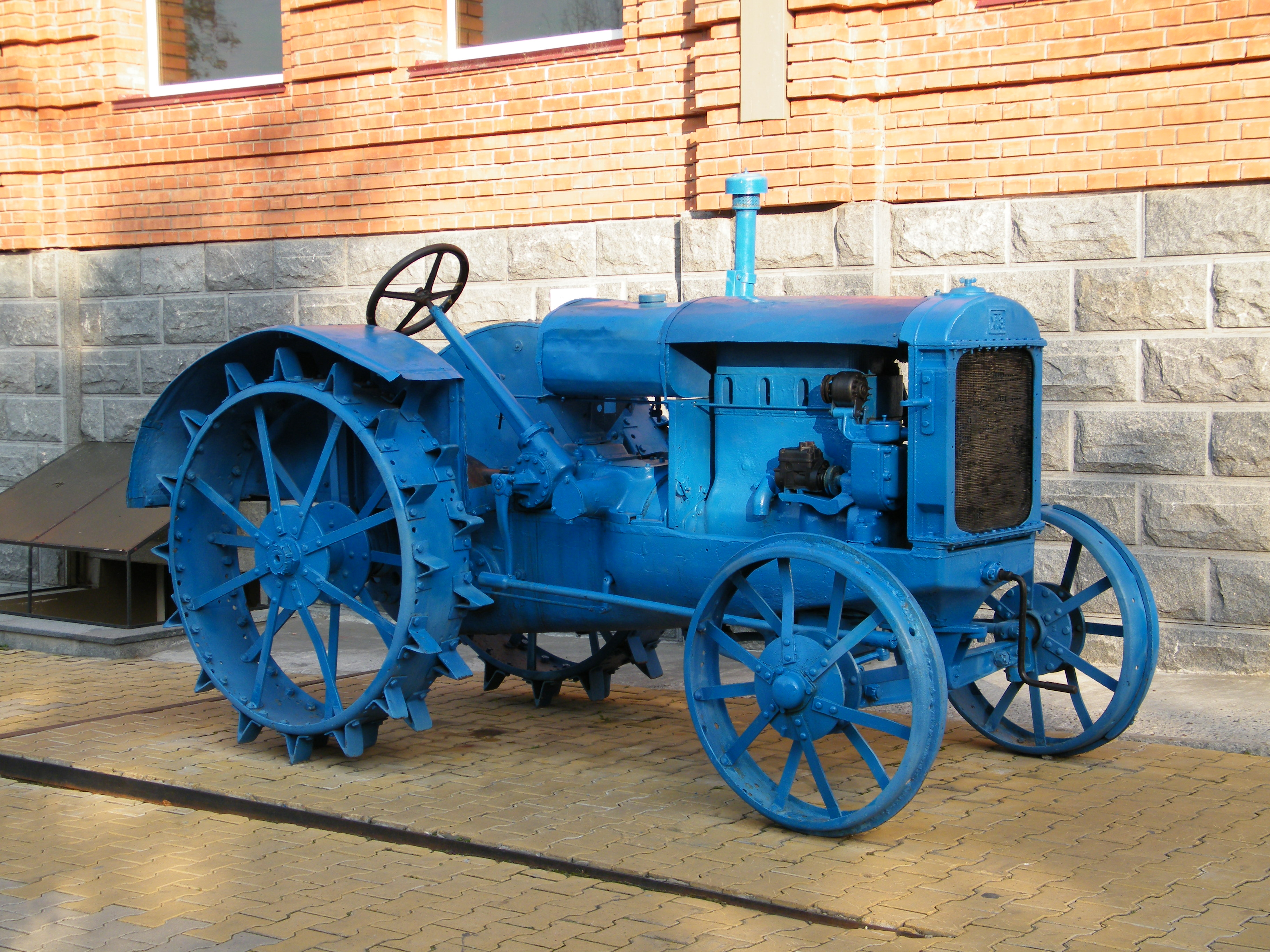
SChTS-15/30 aus dem Charkower Werk, erhalten in Chabarowsk (2011)

In den 1920er-Jahren fehlte es in der Sowjetunion sowohl an Landmaschinen als auch an technischem Wissen. Entsprechend wurden Anfang der 1930er-Jahre mit US-amerikanischer Hilfe verschiedene Traktorenwerke im Land aufgebaut. Dazu zählten das Stalingradski Traktorny Sawod (in Betrieb genommen 1930), das Charkowski Traktorny Sawod (1931) und das Tscheljabinski Traktorny Sawod (1933). Während die Maschinen aus den USA kamen, wurden die Arbeiter im Ausland lediglich ausgebildet.
Im Zuge dieser Entwicklungen kamen auch Produktionsanlagen in die Sowjetunion, die ursprünglich zur Herstellung des Traktors McCormick-Deering 15-30 von International Harvester dienten. Sowohl das Stalingrader Werk (kurz СТЗ) als auch das Werk in Charkow (ХТЗ) fertigten daraufhin eine Kopie des Traktors. Das Werk in Stalingrad begann 1930, das in Charkow ein Jahr später. Dabei wurden die Modelle aus Stalingrad als СТЗ-15/30 bezeichnet, die aus Charkow als ХТЗ-15/30. Da beide Traktoren bis auf das Logo am Kühler baugleich sind, werden sie in den meisten Quellen als СХТЗ-15/30 zusammengefasst und nicht weiter unterschieden (die Buchstaben ТЗ stehen jeweils für Traktorny Sawod, das С für Stalingrad und das Х für Charkow – russisch Харьков).
Die Serienfertigung dauerte in beiden Werken bis 1937 an. In Charkow wurde danach erst ab 1950 mit dem ChTS-7 wieder ein Radtraktor gebaut. Von 1948 bis 1950 wurden in einem Automobilreparaturwerk in Moskau noch einmal einige SChTS-15/30 produziert. Je nach Quelle wurden insgesamt 390.500 oder 397.000 Traktoren vom Typ SChTS-15/30 gebaut. Einige Exemplare sind in Museen oder als Denkmal erhalten geblieben.

## Technische Daten
Die nachfolgenden Daten beziehen sich auf das Modell SChTS-15/30. Einzelne Werte schwanken je nach Quelle leicht.
- Motor: Petroleummotor*
- Leistung: 32,5 PS (24 kW)
- Getriebe: handgeschaltetes Dreiganggetriebe mit Rückwärtsgang
- minimale Geschwindigkeit: 3,5 km/h
- Höchstgeschwindigkeit: 7,4 km/h (vorwärts)
- Gewicht: 3011 kg
- gebaute Stückzahl: je nach Quelle 390.500 bis 397.000
- Bereifung: Stahlreifen
- Antriebsformel: 4×2

Nur wenige Daten des sowjetischen Fabrikats sind bekannt. Die nachfolgenden Daten gelten für das amerikanische Vorbild McCormick-Deering 15-30, an dem sich der SChTS-15/30 stark orientiert.
- Motor: Vierzylinder-Reihen-Ottomotor
- Kraftstoff: Petroleum*
- Hubraum: 6255 cm3 (381,7 in3)
- Bohrung: 114,3 mm (4½″)
- Hub: 152,4 mm (6″)
- Leistung: 22,4 kW (30 hp) bei 1050 min−1
- Anlasser: Handkurbel
- Getriebe: Dreigangschaltgetriebe mit Rückwärtsgang
- Tankinhalt: 70 l
- Antriebsformel: 4×2

- Länge: 3470 mm
- Breite: 1650 mm
- Höhe: 1770 mm
- Gewicht: 2721 kg

* Petroleummotoren sind Ottomotoren. Um das schwerer verdampfbare Petroleum allerdings verbrennen zu können, sind einige Besonderheiten notwendig. So werden sie mit leichtflüchtigen Kraftstoffen wie Benzin angelassen und auf Betriebstemperatur gebracht. Erst danach wird das vorgeheizte Petroleum verwendet. Petroleum war insbesondere in den USA bedeutend günstiger als Benzin und wurde deshalb eingesetzt. Auch andere sowjetische Traktoren der 1920er- und 1930er-Jahre, die Kopien von US-amerikanischen Fabrikaten waren, sind mit Petroleummotoren ausgerüstet. Beispiele sind der Fordson-Putilowez oder die Modelle der Baureihe Universal.